# روزگار آدلین
روزگار آدلاین (انگلیسی: The Age of Adaline) یک فیلم آمریکایی در ژانر فانتزی عاشقانه به کارگردانی لی تولند کریگر است که در سال ۲۰۱۵ منتشر شد. در این فیلم بلیک لایولی نقش هم‌نام با عنوان فیلم را ایفا می‌کند. میخیل هایسمان، کتی بیکر، آماندا کرو، هریسون فورد و الن برستین در نقش‌های مکمل حضور دارند.
این فیلم با مشارکت این فیلم توسط سیدنی کیمل انترتینمنت و لیک‌شور انترتینمنت تولید شده‌است. در اکتبر ۲۰۱۳، لایولی در نقش شخصیت اصلی انتخاب شد و کریگر به کارگردانی فیلم پیوست. فیلم‌برداری اصلی از ۵ مارس تا ۵ مه ۲۰۱۴ در ونکوور انجام شد.
روزگار آدلاین برای اولین بار در ۱۹ آوریل ۲۰۱۵ در شهر نیویورک به نمایش درآمد و در ۲۴ آوریل در ایالات متحده توسط لاینزگیت فیلمز به صورت سینمایی اکران شد. این فیلم با انتقادات متفاوتی از سوی منتقدان روبرو شد و نقش‌آفرینی لایولی و فورد از سوی بسیاری از منتقدان مورد تحسین قرار گرفت و اغلب از آن به عنوان بهترین آثار آن‌ها در سال‌های اخیر یاد کردند. این فیلم با موفقیتی متوسط در گیشه همراه بود و با بودجهٔ ۲۵ میلیون دلاری ۶۵٫۷ میلیون دلار در سراسر جهان فروش داست. این فیلم نامزد دریافت دو جایزهٔ ساترن نیز شده بود.

## داستان
آدلاین زادهٔ سال ۱۹۰۸ است، و همراه با دختر و همسرش زندگی می‌کند. شوهر او در یک سانحه در زمان کار جان خود را از دست می‌دهد. در همان زمان و در سال ۱۹۳۷، شبی که آدلین با فشار روحی شدید، در حال رانندگی است به دلیل بارندگی شدید با حصار چوبی کنار جادهٔ برخورد می‌کند و با خودرو به درون رودخانه پرت می‌شود.
در حالت بیهوشی و خفه‌شدن در آب ناگهان رعد و برق شدید او را دچار شوکی می‌کند که از حالت بیهوشی خارج شده و خود را نجات می‌دهد. ولی این شوک تغییر دیگری نیز در زندگی او پدیدمی‌آورد که سپری نشدن زمان در بدن و چهره اوست. در سال‌های بعد این موضوع به مرور در زندگی روزمرهٔ آدلین مشکل ایجاد می‌کند و او هیچ‌گاه پیر نمی‌شود.
مردم متوجه می‌شوند که او با چهرهٔ دختر جوانش چندان تفاوتی ندارد. این موضوع حتی اف.بی. آی را مشکوک می‌کند که او مدارک شناسایی‌اش را جعل کرده‌است. پس از مدتی آدلین ناگزیر می‌شود بگریزد و با یک هویت تازه زندگی‌اش را ادامه دهد. او هر دهه مجبور می‌شود این کار را تکرار کند تا در نهایت جوانی به نام الیس در شب سال نو در سال ۲۰۱۵ عاشق وی می‌شود. او تحت تأثیر این عشق و همچنین پافشاری‌های دخترش که اکنون زنی سالخورده است، برای تکرار رویهٔ قدیمی و فرار از شرایط، دچار بحران در تصمیم‌گیری می‌شود.
او تصمیم می‌گیرد شانس‌بخت خود را با الیس امتحان کند. پس همراه او برای جشن چهلمین سالگرد ازدواج پدر و مادر الیس به خانهٔ آن‌ها می‌رود. پس از ورود به خانهٔ ویلیام پدر الیس او را می‌شناسد و آدلین بومن صدا می‌کند اما آدلین می‌گوید من جنی هستم و آدلین مادرم بوده که درگذشته است. ویلیام هم که زمانی عاشق آدلین بوده از خاطراتش با او تعریف می‌کند اما هنوز به او مشکوک است. وی از روی یک اثر زخم بر روی دست آدلین متوجه می‌شود که او آدلین است. وقتی موضوع را به او می‌گوید آدلین دچار اضطراب می‌شود و در نهایت تصمیم می‌گیرد دوباره فرار کند. اما در میان راه تصادفی رخ می‌دهد و او دچار ایست قلبی می‌شود. پس از شوک دوباره به زندگی بازگشته و تصمیم می‌گیرد با الیس زندگی کند. همچنین در اثر این شوک او به حالت عادی برگشته و زندگی طبیعی پیدا می‌کند.

## بازیگران
- بلیک لایولی درنقش ادلین بومن/جنی لارسون
- میکیل هیوزمن درنقش الیس جونز
- کتی بیکر درنقش کتی جونز
- آماندا کرو درنقش کیکی جونز
- هریسون فورد درنقش ویلیام جونز
- آنتونی اینگروبر درنقش جوانی ویلیام جونز
- الن برستین درنقش فلیمینگ پرسکات (دختر آدلین)
- ریچارد هارمون درنقش تونی